# Уилкс, Самуэль
Самуэль Уилкс (2 июня 1824, Лондон — 8 ноября 1911) — британский врач и биограф. Член многих обществ, за личные достижения возведён в достоинство баронета.
Открыл язвенный колит в 1859 году, описал узловой дефект волос Trichorrhexis nodosa. В 1857 по данным вскрытия описал остеохондропластическую трахеобронхопатию. В 1868 опубликовал ментальные симптомы алкогольной параплегии, позже названной Синдромом Корсакова. Описал первый случай миастении в 1877. Переоткрыл и подтвердил существование лимфомы Ходжкина, однако признал приоритет последнего и ввел в обиход название заболевания в его честь.
Был одним из «трёх великих» врачей, одновременно работавших в Больнице Гая (Guy’s Hospital). Пострадал от удара, который привёл к параличу. Скончался в своём доме в возрасте 87 лет.